# National Basketball League
National Basketball League, NBL, var en amerikansk basketliga som existerade mellan 1937 och 1949. NBL var en av två stora nationella ligor vid den här tiden, den andra var Basketball Association of America (BAA). 1949 gick dessa två ligor ihop och bildade National Basketball Association (NBA) som existerar än idag.